# Djet
Djet, hay Wadj, Zet hoặc Uadji (?—3050 TCN; tiếng Hy Lạp có thể được gọi là Uenephes) là vị pharaon thứ tư thuộc Vương triều thứ nhất của Ai Cập cổ đại. Tên Horus của Djet nghĩa là "Horus Hổ mang" hoặc "Con rắn của Horus".

## Gia đình
Nữ hoàng của Djet là em gái của ông, Merneith, bà có thể đã cai trị như một pharaon sau khi ông qua đời của. Có khả năng người phụ nữ có tên là Ahaneith cũng là một trong những người vợ của ông. Con trai của Djet và Merneith là Den, và cháu nội của họ là Anedjib.

## Vương triều

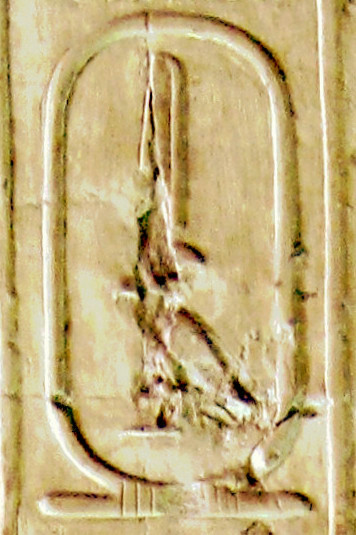
Ita, Đồ hình với tên của Djet trong Danh sách Vua Abydos.

vương triều của Djet đã kéo dài bao lâu đến nay vẫn chưa được biết rõ. Chỉ có một lễ hội Sekar được chứng thực bởi những tấm thẻ bằng ngà voi có niên đại thuộc vương triều của ông, vốn được cho là kéo dài từ sáu đến mười năm. Theo Wolfgang Helck, ông đã trị vì 10 năm. Từ một mục lịch, Djer được biết là đã qua đời vào một ngày 7 Peret III trong khi Djet bắt đầu vương triều của ông vào ngày 22 Peret IV. Lý do cho khoảng thời gian 45 ngày đứt quãng lại không được biết rõ.
Thông tin về vương triều Djet lại nằm trên phần thiếu sót của tấm Bia đá Palermo. Tuy nhiên, nhờ vào việc tìm thấy những mảnh bình vỡ và dấu vết của ấn triện đã cho thấy hoạt động giao thương hàng hóa với Syria và Palestine đã diễn ra sôi nổi vào thời điểm đó. Những ngôi mộ tại Tarkhan và Saqqara có niên đại dưới vương triều của ông lại có đồ gốm đến từ Palestine. Các hoạt động khác có thể được phỏng đoán từ hai tấm bảng năm duy nhất được biết đến của nhà vua, một trong số chúng được gìn giữ thông qua hai bản sao. Để có thể đọc được các sự kiện được mô tả trên những tấm bảng này lại là một vấn đề rất khó khăn. Một tấm bảng năm khác lại đề cập đến một chiến thắng, chế tác (sự ra đời) một bức tượng và có lẽ việc xây dựng một pháo đài. Cuối cùng, tại Masra Alam ở Nubia, đã phát hiện một dòng chữ ngắn "Hemka" bên dưới "Djet".
Những dấu ấn triện bằng đất sét đã cho biết rằng vị quan Amka đã bắt đầu sự nghiệp của ông ta dưới vương triều của vua Djer, ông ta đã giữ chức vụ quản lý điền sản "Hor-đu-sekhenti". Dưới vương triều của Djet, Amka trở thành quản gia của hoàng gia. Trong những năm đầu dưới vương triều của vị vua kế vị Djet, Amka qua đời sau khi ông được bổ nhiệm giữ chức vụ quản lý vùng châu thổ phía Tây sông Nile. Những đại thần quan trọng khác của Djet là Sekhemkasedj và Setka.

## Ngôi mộ

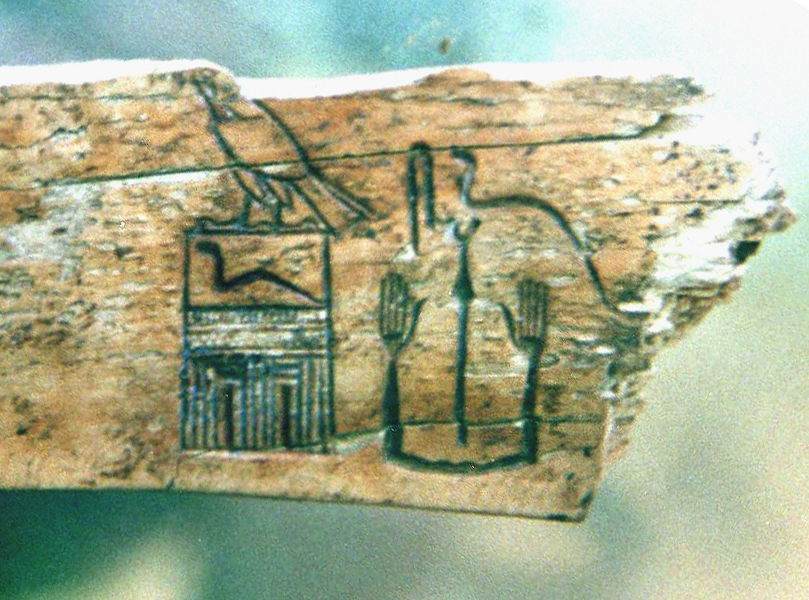
Mảnh vỡ của một đồ vật mang serekh của Djet và tên của vị quan triều đình Sekhemkasedj, Bảo tàng Ai Cập.

Ngôi mộ của Djet chính là ngôi mộ Z của Petrie tại Abydos. Nó nằm ở phía tây ngôi mộ của vua Djer, cha của ông. Xung quanh ngôi mộ của Djet là 174 ngôi mộ phụ, phần lớn chúng dùng để chôn cất những người hầu, họ bị hiến tê sau khi Djet qua đời để nhằm phụng sự ông ở thế giới bên kia. Bên trong ngôi mộ của Djet còn tìm thấy một tấm bia đá. Tấm bia này có hình một con rắn bị một con chim ưng (Horus) đứng phủ lên trên và có thể được giải thích là "con rắn của Horus". Trong ngôi mộ còn tìm thấy một chiếc lược ngà voi với tên của Djet, cùng với hình ảnh của tấm bia đá. Công cụ bằng đồng và gốm cũng được tìm thấy trong ngôi mộ, một điều phổ biến trong những ngôi mộ Ai Cập.
Tấm bia đá của Djet được Émile Amélineau phát hiện vào năm 1904 và ngày nay được trưng bày tại bảo tàng Louvre. Nó được chạm khắc với tên Horus của Djet và cho thấy đặc trưng riêng biệt của phong cách Ai Cập mà đã phát triển hoàn thiện tại thời điểm đó. Một cột mốc nghệ thuật khác có niên đại thuộc vương triều của Djet chính là chiếc lược ngà của ông , ngày nay nằm ở bảo tàng Ai Cập. Nó được coi là miêu tả sớm nhất còn tồn tại đến ngày nay mang tính tượng trưng về thiên đường, đó là hình ảnh đôi cánh đang dang rộng ra của một con chim ưng. Đôi cánh còn mang theo chiếc thuyền của thần Seker, và bên dưới chiếc thuyền thiên đường, serekh của Djet lại được bao quanh bởi hai vương trượng Was và một biểu tượng Ankh.